# Issoria brixia
Issoria brixia är en fjärilsart som beskrevs av Hans Fruhstorfer 1912. Issoria brixia ingår i släktet Issoria och familjen praktfjärilar. Inga underarter finns listade i Catalogue of Life.